# Bárdy György
Bárdy György (Kispest, 1921. május 26. – Budapest, 2013. május 27.) Jászai Mari-díjas magyar színművész, érdemes és kiváló művész, a Halhatatlanok Társulatának örökös tagja.

## Életpályája
Iskolai tanulmányait a Szegfű utcai elemi iskolában kezdte. A Kispesti Magyar Királyi Állami Deák Ferenc Gimnázium diákjaként ismerte meg a színjátszást, mint diákszínész és mint rendező a Kispesti Református Ifjúsági Egyesületben. Tizenhárom évesen már a református templom kertjében lépett fel saját színjátszó csoportjával. Várkonyi Zoltán véletlenül látta meg a még 16 éves fiút egy előadásban, és megígérte: le fogja szerződteti majdani társulatához. Miután 1945-ben véget ért a második világháború és Bárdy felépült a Don-kanyarban szerzett sebesüléséből, felkereste Várkonyit. Elsőnek Grumio szerepét kapta A makrancos hölgyben, Petrucchiót Jávor Pál játszotta. A színészbálvány annyira megkedvelte az ifjú Bárdyt, hogy mivel nem volt lakása, befogadta pasaréti villájába (Pasaréti út 8.).
A Magyar Színháznál dolgozott. 1945–1946 között a Művész Színház társulatának tagja volt. 1946–1949 között a Vígszínházban lépett fel. 1949–1951 között a Vidám Színpad színművésze volt. 1951–1958 között a Madách Színházban játszott. 1958–1959 között a Nemzeti Színház tagja volt. A „szocialista erkölcs” megsértése (orgiák) miatt eltávolították, ezért 3 évig (1959–1962) erdészként dolgozott. Ezután a kecskeméti Katona József Színházban tért vissza, az 1963–1964-es évadban. 1964-től a Vígszínház tagja volt. Markáns arcvonásai és baritonja mellett humora sokféle szerepre alkalmassá tette: játszott kegyetlen csendőrt, sármos csábítót, groteszk filmek főszerepeit, de az Egri csillagokban is megállta a helyét mint Jumurdzsák. 
Az 1954-es labdarúgó-világbajnokság filmhíradós tudósításai az ő hangján szólaltak meg.
Kabaréjelenetekben is szerepelt, leghíresebb szerepe ezek közül az általa kitalált figura: Gugyerák Lajos.
Bárdy, aki fiatalabb korában veszedelmes nőcsábász hírében állt, kétszer nősült. Második feleségére – Lévay Mariannra – hatvanévesen talált rá, hatvannégy évesen lett apa, Anna lányát az élet nagy ajándékának tartotta. Vallomása szerint számára a család volt a legfontosabb, feleségének és lányának köszönhette kifogyhatatlan életkedvét.
Hobbija és szenvedélye a tenisz volt. Már 15 éves korában indult versenyen, és azóta is rendszeresen űzte ezt a sportot. A Vasas igazolt versenyzője is volt. 2006-ban Székhelyi József megalapította a Bárdy György-díjat, melynek célja, hogy megjutalmazzák az adott év első 4 hónapjának legeredményesebb, 14 év alatti teniszezőjét.
Kondíciójához az is hozzájárult, hogy soha nem ivott, nem élt éjszakai életet, előadás után mindig sietett haza, mert aludni viszont nagyon szeretett. Évtizedekig szivarozott, majd áttért a pipára.
A nyilvánosság előtt utoljára a kilencvenedik születésnapi partiján jelent meg a Vígszínházban, ahol, bár tartotta magát, látszott rajta, hogy egészsége már megrendült. Akkor azt üzente a közönségnek, hogy tartsák meg továbbra is szeretetükben a Vígszínházat. 
A közönség színdarabban 2008-ban, az Egy csók és más semmi című előadásban láthatta. 
Egy interjúban arra a kérdésre, hogy min változtatna az életében, ha tehetné, ezt válaszolta: „Minden úgy van jól, ahogy történt”.
Az utolsó éveiben visszavonult, csendes életet élt harminckét évvel fiatalabb felesége mellett, majd halála előtt szívbetegségével küzdött. Egy nappal a kilencvenkettedik születésnapja után, egy budapesti kórházban hunyt el.

## Díjai, elismerései
- Jászai Mari-díj (1958)
- Érdemes művész (1983)
- Ajtay Andor-emlékdíj (1983)
- A Magyar Köztársaság Zászlórendje (1991)
- A Magyar Köztársasági Érdemrend középkeresztje (1996)
- Kiváló művész (2000)
- A 34. Magyar Filmszemle életműdíja (2003)
- Örökös tag a Halhatatlanok Társulatában (2004)
- Kispest díszpolgára (2005)
- A Magyar Köztársasági Érdemrend középkeresztje a csillaggal (2006)
- Gyémánt-díj (2007)
- Gundel művészeti díj (2008)

## Színházi szerepei
- Jean Anouilh: Poggyász nélkül – Inas
- William Shakespeare: A makrancos hölgy – Grumio
- Hunyadi Sándor: Lovagias ügy – Szolga
- Terence Rattigan: Napsütés – Horton
- Zsolt Béla: Nemzeti drogéria – Torkos
- Felkai Ferenc: Pilátus – Poncipor
- Csehov: Három nővér – Szolyoni
- Fendrik Ferenc: Vera és családja – Fernand
- Saroyan: Így múlik el az életünk – Dudley
- Eugene O’Neill: Anna Christie – Larry
- Gyárfás Miklós: Vásott apostol – Ezredes
- Molnár Ferenc: Liliom – Ficsur
- Hart–Braddel: Bébi Hamilton – Charlie
- Roland: Simone és a béke – Clam
- Companeez–Noe: Estére jóbarát érkezik – Jacques
- Chodoroff: Lakás kis hibával – Johnson
- Szurov: Vadnyugat – Henry Allan
- Csiky Gergely: Ingyenélők – Klimóczi Endre
- Gyakonov: Házasság hozománnyal – Makszim Orlov
- Alexandrescu: Egy este az Union parkban – Turtureanu
- Wydrzyński: Klementina asszony szalonja – Rollke
- Mikszáth Kálmán: A körtvélyesi csíny – Kapuczán Gergely
- Rose: Tizenkét dühös ember – Hetedik esküdt
- Madách Imre: Az ember tragédiája – Lucifer
- Gárdonyi Géza: Ida regénye – Balogh János
- Brecht–Weill: Koldusopera – Bicska Maxi
- Dobozy Imre: Holnap folytatjuk – Ágass László
- Friedrich Dürrenmatt: Ötödik Frank – Richard Egli
- Dunai Ferenc: A nadrág – Igazgató
- Molnár Ferenc: Előjáték Lear királyhoz – Bánáti színész
- Shakespeare: Coriolanus – Caius Marcius Coriolanus
- O’Neill: Vágy a szilfák alatt – Simeon
- Madách Imre–Gyárfás Miklós: Madách Imre emlékest
- Tolsztoj: Anna Karenina – Szerpuhovszkij
- Vercors: Zoo avagy az emberbarát gyilkos – Pop Dilighan
- Thomas: Szegény Dániel – A rendőrbiztos
- Csurka István: Az idő vasfoga – Bimbi
- George Bernard Shaw: Az orvos dilemmája – Dr. Walpole
- Marcel Achard: Leon és Noel – Carradine
- Murray Schisgal: Szerelem, ó! – Milt
- Thurzó Gábor: Az ördög ügyvédje – Dr. Prikopy
- Frederick Knott: Éjszakai telefon – Max
- Georges Feydeau: Egy hölgy a Maximból – Petypon
- Gorkij: A Nap fiai – Vagyin
- Békeffi István: Egy asszonygyilkos vallomása – Emil Lehmann
- Neil Simon: Furcsa pár – Oscar Madison
- Szabó György: Szekrénybe zárt szerelem – Király Oli
- Shaw: A hős és a csokoládékatona – Szergej
- Neil Simon: Hotel Plaza – Jesse Kiplinger
- O’Neill: Eljő a jeges – Joe Mott
- Páskándi Géza: Vendégség – Blandrata György
- Galambos Lajos: Fegyverletétel – Haasz
- Alan Ayckbourn: Keresztül-kasul – Frank Foster
- Natalia Ginzburg: A hirdetés – Lorenzo
- René de Obaldia: Vadnyugati szél – William Butler
- Csurka István: Eredeti helyszín – Rendező
- Csurka István: Versenynap – Gergely
- Witold Gombrowicz: Operett – Himaláj herceg
- Vampilov: Vadkacsavadászat – Kusak
- Gyurkovics Tibor: Isten bokrétája – Fischer Kálmán
- Füst Milán–Valló Péter: A sanda bohóc – Gyászosfaly Leonidasz Edgár főtábornok
- Crommelynck: Forrón és hidegen – Polgármester
- Peter Shaffer: Amadeus – Gottfried van Swieten báró
- Füst Milán: A zongora – Mühlstadt Arthur
- Füst Milán: A lázadó – Papi
- Michael Frayn: Ugyanaz hátulról – Selsdon
- Weöres Sándor: A kétfejű fenevad, avagy Pécs 1686-ban
- Tankred Dorst: Merlin avagy a puszta ország – Az Ördög
- Rejtő Jenő–Schwajda György: A láthatatlan légió – Piszkos Fred
- George Bernard Shaw: Megtört szívek háza – Mangan
- Joseph Kesselring: Arzén és levendula – Dr. Einstein
- Arthur Miller: Az ügynök halála – Ben bácsi
- Kálmán Imre: A montmartre-i ibolya – Frascatti
- John Whiting: Angyali Johanna – Jean d'Armagnac
- Roger Vitrac: Viktor, avagy a gyerekuralom – Lonségur
- Gyurkovics Tibor: Boldogháza – Bocsák
- Shakespeare: III. Richárd – Rivers grófja
- Arthur Schnitzler: A Bernhardi-ügy – Dr. Goldenthal
- Berr–Verneuil: Az ügyvéd és a férje – Robiscoul
- Mamet: Floridai öröklakás eladó – Moss
- L. Frank Baum: Óz, a csodák csodája – Henry bácsi / Őr
- Moldova György: Az ifjú Gárda, avagy Ugyan már, Ibolyka! – Meskó László
- Durang: Bolond szél – Dr. Stuart Framingham
- Chapman–Marriott: Hunyd be a szemed és gondolj Angliára – Őfensége Marami sejk
- Molnár Ferenc: Nászinduló – Richard Edmonds
- Jaroslav Hašek: Švejk, a derék katona – Katonaorvos / Bernis hadbíró / Schrőder ezredes / Tábornok
- Tracy Letts: Augusztus Oklahomában… Beverly Wetson
- Karinthy Frigyes–Szakonyi Károly: Ki a normális? avagy A marha férj
- Szerb Antal: Ex - királyi szélhámosság – Saint Germain gróf
- Shakespeare: Sok hűhó semmiért – Antonio
- Dosztojevszkij: A Karamazov testvérek – Bírósági elnök
- Halász Imre: Egy csók és más semmi – Robicsek
- Osztrovszkij: Négy lába van a lónak, mégis megbotlik – Grigorij
- Raszkin–Szlobodszkij: Filmcsillag – Ignatij Kozlov
- Molière: Gömböc úr – Sorigani
- Romasov: Égő híd – Gennadij
- Fast: Harminc ezüstpénz – Dávid
- Sarkadi Imre: Út a tanyákról – Pap András
- Tabi László: A pirossapkás lány – Dömöczky Karcsi
- Lope de Vega: A hős falu – Flores
- Török Tamás: Az eltüsszentett birodalom – Második burkusszolga
- Shakespeare: Rómeó és Júlia – Tybalt, rómeó
- Iszajev–Galics: Nem magánügy – Djuzsikov
- Csehov: Három nővér – Rode Vlagyimir Karlovics
- Henrik Ibsen: Nóra – Krogstad
- Molière: A mizantróp – Klitander
- Eduardo De Filippo: Vannak még kísértetek (Questi Fantasmi!) – Rafael
- Nâzım Hikmet: Az ünnep első napja – Firuz
- Shaw: Sose lehet tudni – Bohun
- Molière: Don Juan – Don Carlos
- Németh László: Széchenyi – Goldmark doktor
- Eduardo De Filippo: Milliomos Nápoly – Errico
- Figueiredo: A róka meg a szőlő – Agnostos
- Fehér Klára: Nem vagyunk angyalok – dr. András György
- Lawler: A tizenhetedik baba nyara – Barney
- Darvas József: Kormos ég – Miller
- Nyíri Tibor: Menyasszonytánc – Mulatós Farkas
- Mary Chase: Barátom, Harvey – Wilson
- Joseph Kesselring: Arzén és levendula – Jonathan
- Szabó György: Napóleon és Napóleon – Roubaud / Napóleon

## Filmjei

### Játékfilmek
- Beszterce ostroma (1948) – Makra, a várnép tagja
- Mágnás Miska (1948)
- Tűz (1948) – Az egyik detektív
- Valahol Európában (1948) – Rendőrfelügyelő
- Felszabadult föld (1950) – SS főhadnagy
- Nyugati övezet (1951) – Biztonsági tiszt
- Állami áruház (1952) – Máczay Emil
- Föltámadott a tenger 1-2. (1953) – Jellasich
- Kiskrajcár (1953) – Jumbó
- Én és a nagyapám (1954) – Teherautó-sofőr
- Vasmacska (1954, rövid játékfilm)
- Az élet hídja (1955) – Utcai aranynepper
- Gázolás (1955) – Az egyik flipperező férfi, akivel Legéndi Antal fogadást köt
- A császár parancsára (1956) – Dégn (Barco generális eligazításán, az összeesküvők neveiről és azok terveiről beszámoló szereplő)
- A csodacsatár (1956) – Újságíró
- Gábor diák (1956) – Ali pasa embere
- Keserű igazság (1956)[8] – Lénárt
- Mi történt egy tavaszi vasárnapon? (1956, rövid játékfilm) – Narrátor (hang)
- Tanár úr kérem… (1956) – A török
- Gerolsteini kaland (1957) – Kapuőr
- Két vallomás (1957) – Felügyelő
- Láz (1957) – Dénes
- Nehéz kesztyűk (1957) – Bakonyi
- A tettes ismeretlen (1958) – Janó
- Bogáncs (1958) – Sofőr
- Don Juan legutolsó kalandja (1958) – Betörő III.
- Ház a sziklák alatt (1958) – Erdész
- Micsoda éjszaka! (1958) – Betörő
- Sóbálvány (1958) – Csabai
- Tavasz Bujákon (1958, rövid játékfilm)
- Lopások az áruházban (1959, oktatófilm) – Zámbó Géza maszek rádiószerelő
- Kard és kocka (1959)
- Pár lépés a határ (1959) – Csempész
- A kőszívű ember fiai 1-2. (1964) – Osztrák hadbíró ezredes
- Az életbe táncoltatott leány (1964) – A fekete ember
- Mit csinált felséged 3-tól 5-ig? (1964) – Dóczy gróf
- Fény a redőny mögött (1965) – Diverzáns
- Három történet a romantikáról (1965, rövid játékfilm)
- Szegénylegények (1965) – Köpenyes VI.
- Édes és keserű (1966) – Gárdos színigazgató
- És akkor a pasas… (1966) – Billy
- Hideg napok (1966)
- Kárpáthy Zoltán (1966) – Dabroni
- Minden kezdet nehéz 1-2. (1966, rendhagyó magyar film) – Férfi az úton
- A múmia közbeszól (1967) – Ikertestvér I.
- Fiúk a térről (1967) – Végrehajtó
- Jaguár (1967) – Vegyes Benő
- A hamis Izabella (1968) – Schmidthoffer
- A völgy (1968) – György
- Egri csillagok 1-2. (1968) – Jumurdzsák
- A veréb is madár (1968) – a kerékpárversenyt közvetítő riporter (hang)
- Az örökös (1969) – Mesélő
- Bűbájosok (1970) – Fotós
- A halhatatlan légiós, akit csak péhovárdnak hívtak (1971) – Tengerész; Fleur de Bac
- Hahó, Öcsi! (1971) – Mutatványos
- Reménykedők (1971) – Bató Jenő, Gitta férje
- Fuss, hogy utolérjenek! (1972) – Kurt
- Hét tonna dollár (1974) – Szánthódi Bandi
- Illatos út a semmibe (1974) – Ozorai Ernő
- Ripacsok (1981) – Hegyi Géza, bártulajdonos
- Vadon (1988) – Egy magyar úr
- Dr. Jekyll és Mr. Hyde (1990)
- A Skorpió megeszi az Ikreket reggelire (1992) – Nagypapa
- Bűvös vadász (1994) – Teológus
- Retúr (1996) – Bozsó
- A szalmabábuk lázadása (2001) – Helytartó
- A Hídember (2002) – Grosch
- A Szent Lőrinc folyó lazacai (2002) – A müncheni
- Magyar vándor (2003) – Jumurdzsák
- The Porter (2004, rövid játékfilm)
- Jumurdzsák gyűrűje (2006) – Jumurdzsák; Mihály Jámbor

### Tévéfilmek, televíziós sorozatok
- Sakknovella (1959) – Újságíró
- Délután ötkor (1965) – Zoltán Endre építész
- Róka fogta csuka (1965) – Tonio
- Látszat és valóság (1966)
- Titkok éjszakája (1966) – Simlai
- Veszedelmes labdacsok (1966) – Jack
- Könnyű kis gyilkosság (1967) – Wilson
- Nyaralók (1967)
- Társasjáték (1967) – Henninger
- Világraszóló lakodalom (1967)
- Az aranykesztyű lovagjai 1-5. (1968) – Murwich, ügyészségi főnyomozó
- Elméletileg kifogástalan házasság (1968) – „A láda”
- Isten óvd a királyt (1968)
- Szende szélhámosok (1968)
- A 0416-os szökevény (1969) – Paul
- VII. Olivér (1969) – Mawiras-Tendal őrnagy, szárnysegéd; Mayer a magánzó
- Tündér voltam Budapesten (1970)
- A vasrács (1971) – Avakum
- Vidám elefántkór (1971) – Slusz Béla
- Híres szökések (1972) – Avakum
- Kiskirályok 1-2. (1972) – Patterson
- Zenés TV Színház (1972-1983)

- Bob herceg (1972) – Pomponius
- Osztrigás Mici (1983) – Dr. Petypon
- Felelet 1-8. (1974) – Minarovics (2 részben)
- A szélhámos (1976) – Navarro
- Georges Feydeau: Bolha a fülben (1976)
- Hungária Kávéház (1976) – Tomori müncheni barátja (2 részben)
- Második otthonunk – 1. rész: A bíróság (1976)
- Robog az úthenger 1-6. (1976) – Axmann Zsigmond
- A luxusvilla titka (1977)[9]
- Havannai kihallgatás (1977) – Ismael De Lugo atya
- Űrtörténetek (1977) – Kapitány (A hamisítvány)
- Operabál 13. (1977) – Alfred Redl
- A TV a zene otthona (1978)
- Don Juan és a kővendég (1978) – Don Gonzalo
- Snuki (1978)
- Egy ház a körúton (1979)
- Saroküzlet (1979)
- Szávitri, az asszonyi hűség dicsérete (1979) – Brahmá isten
- Szegény Dániel (1979)
- A Mi Ügyünk, avagy az utolsó hazai maffia hiteles története (1980)[10] – Maffiózó, sofőr
- Ollantay, az Andok vezére (1980) – Pacsakutik király
- Kisded játékaim (1981)
- Szeszélyes évszakok (1981-1988)
- Búcsú a fegyverektől, azaz (1982)[11]
- A zongora – A lázadó (1983)
- Angyal szállt le Babilonba (1983) – Főminiszter
- Az utolsó futam (1983) – Morvai, a „pólókirály”
- Mint oldott kéve 1-7. (1983) – Orvos
- Série noire: Egy golyó a szívbe… (1987) – Morell (24. részben) (1989-es magyar szinkron)
- Szálka hal nélkül 1-6. (1984) – Olasz (4. részben)
- T.I.R. (1984) – Bandavezér (1987-es magyar szinkron)
- Eltüsszentett birodalom (1985) – A király testvére
- Kémeri 1-5. (1985) – Dedinszky Károly
- Zsarumeló (1987) – Vágvölgyi Tamás
- Erdély aranykora (1989) – Ali Pasha
- Holnapra a világ (1989)
- Linda II. (1989) – Gróf úr
- Angyalbőrben (1990-1991) – Tabajdi ezredes
- Kéz kezet mos (1990) – Borhidy
- Júdea helytartója (1991)
- Kutyakomédiák (1992) – Szép kartárs
- Rádióaktív BUÉK! (1993) – Színész
- Família Kft. IV-VI. (1994-1996) – Joe bácsi (2 részben)
- Így írtok ti (1994)
- Patika (1995) – Mr. Kay
- Éretlenek II. (1996) – Férfi Osloból
- Történetek a magyar filmről VI. (1996)
- Kisváros (1999) – Lipót császár
- Fort Boyard – Az erőd (2000) – Admirális
- Hotel Szekszárdi (2002) – Mr. Imre (3. részben)
- Tea (2002) – Pap
- A közönség a tükröm… (2004)
- Hóesés a Vízivárosban (2004) – Professzor
- Egri csillagok (2005) – Jumurdzsák
- Tűzvonalban III. (2008) – Dr. Havas

### Rajzfilmek
- Kis ember, nagy város (1968) – Narrátor (hang)
- A Mézga család különös kalandjai 2-13. (1969) – Doktor úr (hang)
- János vitéz (1973) – Huszárkapitány (hang)
- Vakáción a Mézga család (1978) – Máris szomszéd (hang)
- Szaffi (1984) – Feuerstein lovag (hang)

## Szinkronszerepei

### Filmek
| Év   | Cím                                                | Szereplő                                                           | Színész               | Szinkron év |
| ---- | -------------------------------------------------- | ------------------------------------------------------------------ | --------------------- | ----------- |
| 1934 | Csapajev (1. magyar szinkron)                      | Furmanov                                                           | Borisz Blinov         | 1951        |
| 1936 | Rómeó és Júlia (1. magyar szinkron)                | Tybalt, Capuletné unokaöccse                                       | Basil Rathbone        | 1965        |
| 1936 | Viharos alkonyat (2. magyar szinkron)              | Kuprijanov, a testőr                                               | Aleksandr Melnikov    | 1965        |
| 1937 | A nagy hazafi I.                                   | Sahov, a nagy hazafi                                               | Nyikolaj Bogoljubov   | 1950        |
| 1939 | A kormány tagja (1. magyar szinkron)               | Párttitkár                                                         | Borisz Blinov         | 1949        |
| 1939 | A nagy hazafi II.                                  | Sahov, a nagy hazafi                                               | Nyikolaj Bogoljubov   | 1950        |
| 1939 | Aranykulcsocska (1. magyar szinkron)               | Kapitány                                                           | Nyikolaj Bogoljubov   | 1950        |
| 1939 | Lenin 1918-ban                                     | Kliment Jefremovics Vorosilov                                      | Nyikolaj Bogoljubov   | 1952        |
| 1941 | A szerető két arca                                 | Torsten Barring                                                    | Conrad Veidt          | 1964        |
| 1941 | Megvédjük Cáricint                                 | Kliment Jefremovics Vorosilov                                      | Nyikolaj Bogoljubov   | 1951        |
| 1943 | Tovaris P                                          | N/A                                                                | N/A                   | 1970        |
| 1945 | Döntő fordulat                                     | Pjotr Mihajlovics Krivjenko, altábornagy, 21. hadsereg parancsnoka | Andrej Abrikoszov     | 1949        |
| 1945 | Titkos küldetés                                    | Weininger-Petronescu-Petrov                                        | Vlagyimir Belokurov   | 1949        |
| 1946 | Az eskü                                            | Alekszandr                                                         | Nyikolaj Bogoljubov   | 1951        |
| 1946 | Az ezred fia                                       | Yenakiyev százados                                                 | Alekszandr Morozov    | 1951        |
| 1946 | Fiam, a tanár úr                                   | N/A                                                                | N/A                   | 1955        |
| 1947 | Orosz kérdés                                       | Guld                                                               | Mihail Nazvanov       | 1950        |
| 1948 | A vörös nyakkendő                                  | N/A                                                                | N/A                   | 1949        |
| 1948 | Becsületbíróság                                    | Loszev                                                             | Nyikolaj Szvobogyin   | 1949        |
| 1948 | Kellemetlenkedők                                   | N/A                                                                | N/A                   | 1954        |
| 1948 | Sztálingrádi csata I.                              | Narrátor (hang)                                                    | Jurij Levitan         | 1949        |
| 1949 | Berlin eleste                                      | N/A                                                                | N/A                   | 1950        |
| 1949 | Sztálingrádi csata II.                             | Narrátor (hang)                                                    | Jurij Levitan         | 1950        |
| 1949 | Találkozás az Elbán                                | James Hill őrnagy                                                  | Mihail Nazvanov       | 1950        |
| 1950 | Az aranycsillag lovagja                            | Bojcsenko                                                          | Ivan Pereverzev       | 1951        |
| 1950 | Hatalmas erő                                       | Alekszander Osztroumov                                             | Nyikolaj Bogoljubov   | 1951        |
| 1950 | Kárhozottak összeesküvése                          | Mark Pino                                                          | Vlagyimir Druzsnyikov | 1950        |
| 1950 | Muszorgszkij                                       | Alexander Borodin                                                  | Jurij Leonyidov       | 1951        |
| 1950 | Zsukovszkij                                        | N/A                                                                | N/A                   | 1951        |
| 1951 | A bátrak csapata (1. magyar szinkron)              | ?                                                                  | ?                     | 1955        |
| 1951 | Falusi orvos                                       | Poszpelov                                                          | Vaszilij Kapusztyin   | 1952        |
| 1951 | Isten után az első (1. magyar szinkron)            | Le Bosco                                                           | Jean-Pierre Grenier   | 1951        |
| 1951 | Riadó                                              | Boris Lazarov                                                      | Gancso Gancsev        | 1952        |
| 1951 | Széttört bilincsek                                 | Szkobelev közlegény                                                | Mihail Kuznyecov      | 1952        |
| 1952 | A vitorlás titka                                   | Belov professzor                                                   | Mihail Kuznyecov      | 1953        |
| 1952 | Pickwick Klub                                      | Mr. Jingle                                                         | Nigel Patrick         | 1965        |
| 1952 | Toledói szerelmesek                                | Fernando de la Cierva                                              | Gérard Landry         | 1964        |
| 1953 | Ha lenne 100 millióm…                              | Ugo                                                                | Ugo Tognazzi          | 1965        |
| 1953 | Hajnal a Nyeman felett                             | Taurasz                                                            | Algimantas Voščikas   | 1955        |
| 1953 | Két hektár föld                                    | Goonda, a tolvaj                                                   | N/A                   | 1954        |
| 1954 | Keresem az igazságot                               | N/A                                                                | N/A                   | 1955        |
| 1954 | Szegény szerelmesek krónikája (1. magyar szinkron) | N/A                                                                | N/A                   | 1956        |
| 1954 | Vörös és fekete (1. magyar szinkron)               | Altamira báró                                                      | Pierre Jourdan        | 1965        |
| 1955 | Betörő az albérlőm (1. magyar szinkron)            | Louis / „Mr. Harvey”                                               | Herbert Lom           | 1965        |
| 1955 | Halló, itt Gabriella!                              | Calosanti férje                                                    | Aldo Giuffrè          | 1956        |
| 1955 | Szökevények                                        | Fogoly                                                             | Antonetti             | 1956        |
| 1956 | A benderathi eset                                  | N/A                                                                | N/A                   | 1957        |
| 1956 | A siker útján                                      | Dobrynin mester                                                    | Leonyid Gallisz       | 1957        |
| 1956 | Főutca                                             | Juan                                                               | José Suárez           | 1958        |
| 1956 | Patkányfogó                                        | Lantier                                                            | Armand Mestral        | 1958        |
| 1957 | Fekete arany                                       | Andrej                                                             | Jean Bart             | 1958        |
| 1957 | Férjek a városban                                  | Alberto                                                            | Franco Fabrizi        | 1965        |
| 1957 | Svejk, a derék katona 2.                           | Tayerle kapitány                                                   | Martin Ružek          | 1958        |
| 1957 | Szállnak a darvak                                  | Hangosbemondó #1                                                   | Jurij Levitan         | 1958        |
| 1958 | A férfi a legfelső emeletről                       | Dr. Sanderson                                                      | Donald Houston        | 1965        |
| 1958 | Légy szép és tartsd a szád! (1. magyar szinkron)   | Jean Morel felügyelő                                               | Henri Vidal           | 1964        |
| 1958 | Rendszáma H-8                                      | N/A                                                                | N/A                   | 1959        |
| 1960 | A nagy olimpia                                     | cím és stáblista felolvasása                                       | –                     | 1962        |
| 1960 | Aki szelet vet (1. magyar szinkron)                | E. K. Hornbeck                                                     | Gene Kelly            | 1962        |
| 1960 | Túl fiatal a szerelemre                            | Mr. Elliot                                                         | Alan Gifford          | 1962        |
| 1960 | Urak szövetsége                                    | John George Norman Hyde ezredes                                    | Jack Hawkins          | 1967        |
| 1961 | Auguste                                            | Georges Flower                                                     | Jean Poiret           | 1964        |
| 1961 | Az utolsó ítélet (1. magyar szinkron)              | Gyerekkereskedő                                                    | Alberto Sordi         | 1963        |
| 1961 | Kés a vízben (1. magyar szinkron)                  | Andrzej                                                            | Leon Niemczyk         | 1962        |
| 1961 | Ki volt Dr. Sorge?                                 | Meissinger                                                         | Boy Gobert            | 1965        |
| 1962 | A hosszútávfutó magányossága (1. magyar szinkron)  | Börtönigazgató                                                     | Michael Redgrave      | 1963        |
| 1962 | A maffia parancsára (1. magyar szinkron)           | Antonio Badalamenti, a férj                                        | Alberto Sordi         | 1964        |
| 1962 | A rendőrfelügyelő (1. magyar szinkron)             | Dante Lombardozzi, helyettes felügyelő                             | Alberto Sordi         | 1963        |
| 1962 | A törvény balkeze (1. magyar szinkron)             | Fred „Kíváncsi” Parker nyomozó                                     | Lionel Jeffries       | 1964        |
| 1962 | A vadember halála                                  | Wolfgang von Hoppe báró / Tarzan                                   | Rudolf Hrušínský      | 1966        |
| 1962 | A Vénusz urai                                      | Votan                                                              | Ferdy Mayne           | 1968        |
| 1962 | Az élet 8-kor kezdődik                             | Robert Hauser                                                      | Helmut Wildt          | 1966        |
| 1962 | Az élet kapujában                                  | Bobrov                                                             | Viktor Avgyusko       | 1963        |
| 1962 | Az önzetlen nyomozó                                | John Crewe                                                         | Richard Vernon        | 1965        |
| 1962 | Lélekmentők társasága                              | R.S. Widdowes                                                      | Stanley Baxter        | 1966        |
| 1962 | Mi olaszok és a nők                                | Alberto, a hentes                                                  | Alberto Lupo          | 1964        |
| 1962 | Visszavárlak                                       | Szuzdaljev kapitány                                                | Vjacseszlav Tyihonov  | 1962        |
| 1963 | 8½                                                 | Mario Mezzabotta                                                   | Mario Pisu            | 1969        |
| 1963 | A rendőrségen történt                              | Melós                                                              | N/A                   | 1964        |
| 1963 | Farkasok közt, védtelen                            | ?                                                                  | ?                     | 1963        |
| 1963 | Nyári bolondságok                                  | Giulio Cittelli, Manolo társa, pilóta                              | Livio Lorenzon        | 1965        |
| 1963 | Szörnyetegek (1. magyar szinkron)                  | Stefano                                                            | Ugo Tognazzi          | 1964        |
| 1964 | A kórterem                                         | Prozorov                                                           | Jevgenyij Perov       | 1965        |
| 1964 | A vádlott                                          | A bíró                                                             | Jaroslav Blažek       | 1964        |
| 1964 | Az én kis feleségem (1. magyar szinkron)           | A férj                                                             | Alberto Sordi         | 1966        |
| 1964 | Bűntény a művészpanzióban                          | Jan Gruyter                                                        | Peter Herden          | 1965        |
| 1964 | Hurrá, nyaralunk! (1. magyar szinkron)             | Mitrofanov elvtárs                                                 | Viktor Uralszkij      | 1965        |
| 1964 | Két nap az élet                                    | Dr. Claude Cirilli                                                 | Michel Barbey         | 1966        |
| 1964 | Számadás a lelkiismerettel                         | Roman Marecki                                                      | Władysław Głąbik      | 1965        |
| 1965 | A hazugság hálójában                               | Benjamin                                                           | Misha Asherov         | 1966        |
| 1965 | Falstaff                                           | Narrátor (hang)                                                    | Ralph Richardson      | 1967        |
| 1965 | Háború és béke – 1. rész: Andrej Bolkonszkij       | Bagration                                                          | Giuli Csohonyelidze   | 1967        |
| 1965 | Jennifer…?                                         | N/A                                                                | N/A                   | 1968        |
| 1965 | Marilyn Monroe                                     | John Huston                                                        | John Huston           | 1968        |
| 1965 | Mercadet úr üzletei                                | Auguste Mercadet                                                   | Romuald Pekny         | 1966        |
| 1966 | Egy férfi és egy nő                                | Bemondó                                                            | Gérard Sire           | 1967        |
| 1968 | A bostoni fojtogató                                | Terence Huntley                                                    | Hurd Hatfield         | 1970        |
| 1971 | Fennakadva a fán                                   | Enrico Mazzini                                                     | Franco Volpi          | 1975        |

### Sorozatok
| Év   | Cím                                       | Szereplő     | Színész      | Szinkron év |
| ---- | ----------------------------------------- | ------------ | ------------ | ----------- |
| 1958 | Ivanhoe                                   | János herceg | Andrew Keir  | 1966        |
| 1966 | Őrjárat a kozmoszban (1. magyar szinkron) | Dr. Regwart  | Konrad Georg | 1967        |

### Rajzfilmsorozatok
| Év   | Cím                                    | Szereplő                 | Szinkronhang | Szinkron év |
| ---- | -------------------------------------- | ------------------------ | ------------ | ----------- |
| 1960 | Foxi Maxi show III.                    | Lompos Lajos (2 részben) | Daws Butler  | 1965        |
| 1961 | Frédi és Béni II. (1. magyar szinkron) | Filmrendező              | Hal Smith    | 1969        |
| 1961 | Frédi és Béni II. (1. magyar szinkron) | Véres Dénes              | Leo DeLyon   | 1969        |

## Rádió
- Tamási Áron: Tündöklő Jeromos (1947)
- Nyekraszov: Fordul a kerék (1948)
- A Pickwick-club utazásai – Krónikás: Lenkei Lajos (1948)
- Illés Béla: Tűz Moszkva alatt (1950)
- Kolozsvári András: A lipcsei per (1951)
- Verseghy Ferenc: Kaczaifalvy (1951)
- Bélley Pál: A bolygók hajósa (1952)
- Bohumilova Silova: Emberek papírból (1953)
- Kun Imre: És elmentek hozzá az emberek... (1958)
- Rejtő Jenő: Barbara tejbár (1968)
- Dorothy L. Sayers: A nagy sugallat (1969)
- A magyar humor és szatíra története: Elvújítók - nyelvújítók (1977)
- Gádor Béla: "Úgy hírlik, meghaltam" (1978)
- Karinthy Frigyes: Gépek dzsungelje (1980)
- Illyés Gyula: Kiegyezés (1988)
- Csukás István: Mi az adu? (2004)

## Magánélete
„Bárdy György az ötvenes években egy kiskorú lánnyal folytatott bűnös viszonyt. A börtönt megúszta ugyan, de a liliomtiprás miatt évekre száműzték a színházakból. Beszélik, hogy e régi vétke miatt nem kaphatta meg később a Nemzet Színésze kitüntetést sem. Bárdy úgy emlékezett, hogy a titkos kapcsolatot nem nézte jó szemmel a lány – a párttal szoros kapcsolatot ápoló – apja, s elintézte, hogy az ötvenes évek végén a színészt kirúgják a Nemzetiből. A külföldi magyar lapok ellenben arról cikkeztek, hogy Bárdy egy kollégája (Buss Gyula, aki liliomtiprásért ült is) társaságában időzött a lánynál, s a bűnös légyottról állítólag hangfelvétel is készült. A teljes igazság sosem derült ki. A hivatalos álláspont szerint Bárdy megsértette a szocialista erkölcsöt. Három évig erdészként dolgozott, majd visszatérhetett a színpadra.”

–  Bárdy György magyar színész száz éve született – portré, femcafe.hu, 2021